# Châtenois (Wogezy)
Châtenois – miejscowość i gmina we Francji, w regionie Grand Est, w departamencie Wogezy.
Według danych na rok 1990 gminę zamieszkiwało 2065 osób, a gęstość zaludnienia wynosiła 118 osób/km² (wśród 2335 gmin Lotaryngii Châtenois plasuje się na 207. miejscu pod względem liczby ludności, natomiast pod względem powierzchni na miejscu 251.).